# Dichromia leucozona
Dichromia leucozona är en fjärilsart som beskrevs av George Francis Hampson 1910. Dichromia leucozona ingår i släktet Dichromia och familjen nattflyn. Inga underarter finns listade i Catalogue of Life.